# Diszkrét matematika
A diszkrét matematika a matematika azon része, amelyben diszkrét, jól meghatározott értékekkel végzünk műveleteket, nem pedig folytonos értékekkel.
A diszkrét matematika által vizsgált objektumok lehetnek végesek és végtelenek. A véges matematika kifejezést a diszkrét matematika azon részére értjük, amely véges objektumokkal foglalkozik.

## Részterületei
- Gráfelmélet
- Kombinatorika
- Játékelmélet
- Algoritmusok
- Számítástudomány
- Kriptográfia
- Logika
- Információelmélet
- Halmazelmélet
- Valószínűségszámítás
- Számelmélet
- Algebra
- Geometria (diszkrét geometria)
- Topológia (egyes területei)
- Operációkutatás

## Mindig diszkrét eredményt adó műveletek
- +, -, *, an (egész számok esetén)
- Maradékos osztás: a mod b
- Faktoriális: n!
- Binomiális együtthatók